# سافاي
سافاي (بالإنجليزية: Savai'i)‏ هي أكبر جزيرة في جزر ساموا وتحتل مساحة 1،694 كم 2، وسادس أكبر جزيرة في بولنيزيا بعد الجزيرة الجنوبية والشمالية في نيوزيلندا وجزر هاواي، أعلى جبل سيليسيلي 1858 م، بلغ عدد السكان فيها 43.100 نسمة في عام 2006 وتقع على بعد 8 أميال من جزيرة أوبولو الرئيسية عبر مضيق أبوليما.

## معرض صور

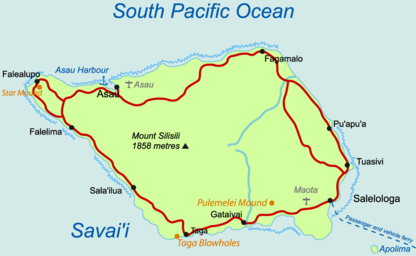
خريطة جزيرة سافاي
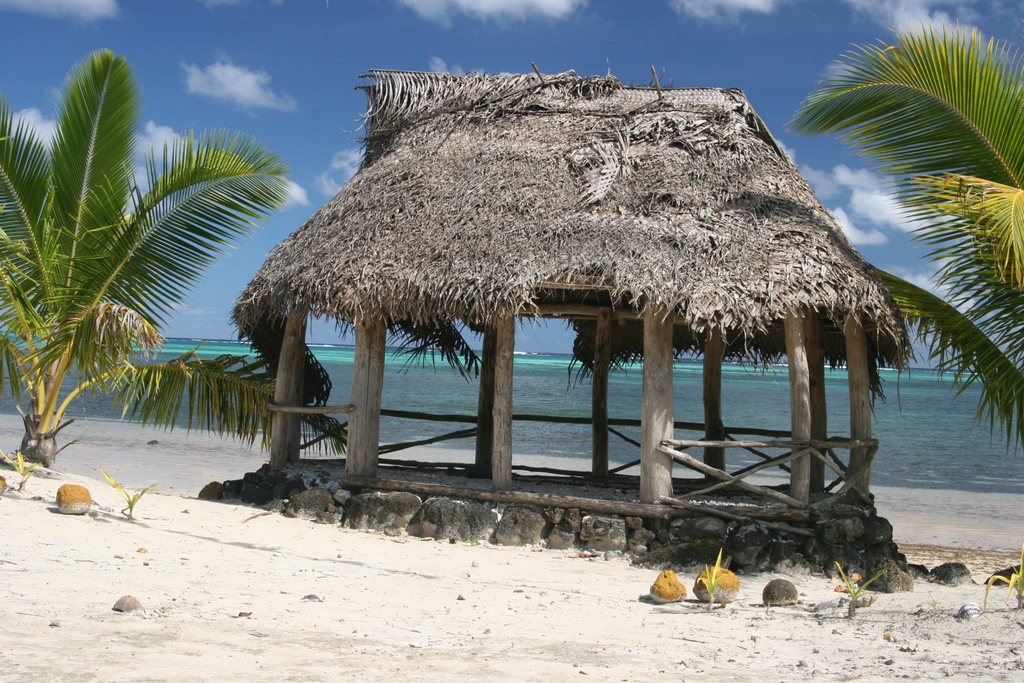
faleo'o بيت تقليدي
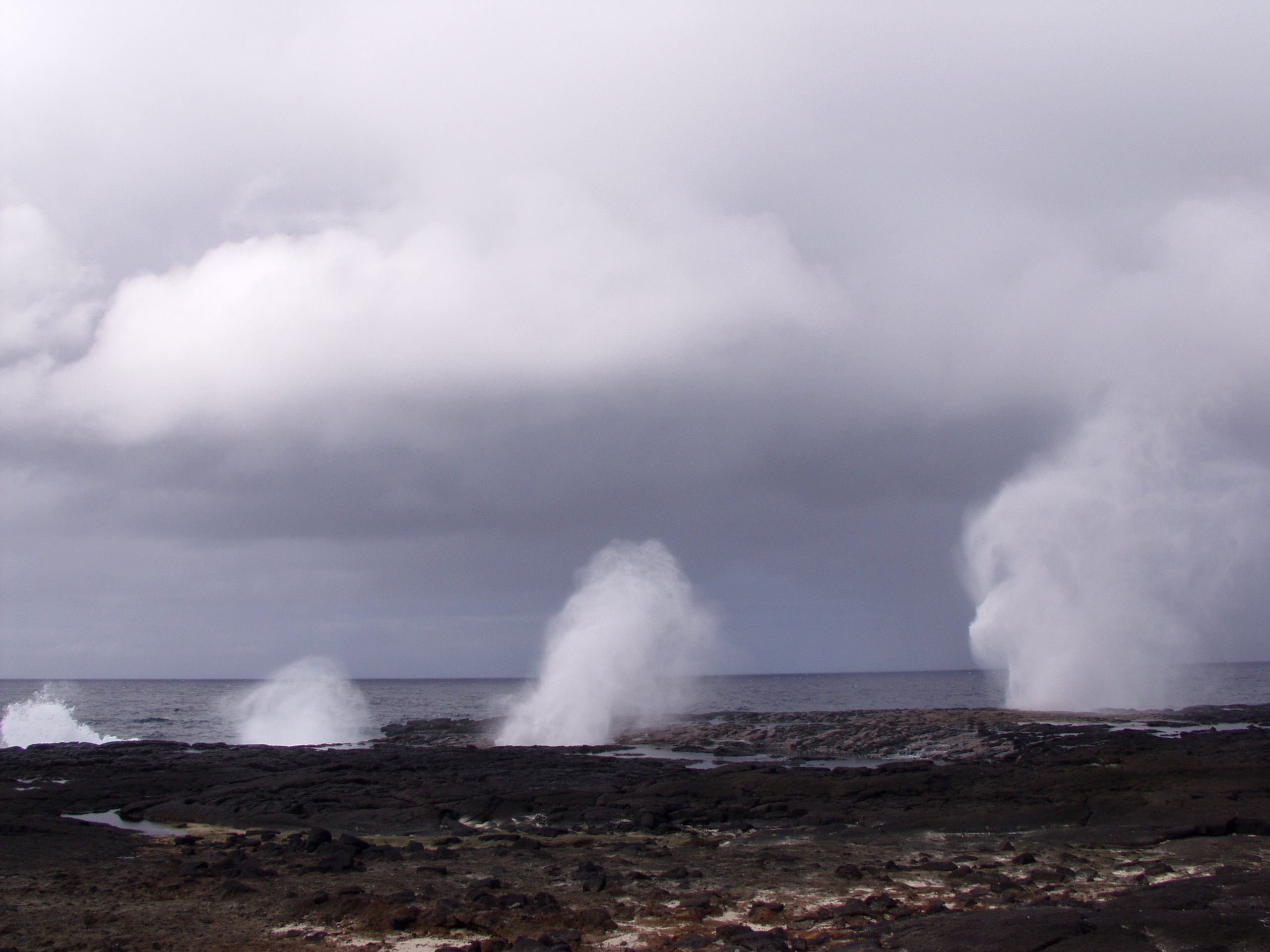
ثقب انفجاري في تاقا